# Modelo (matemática)

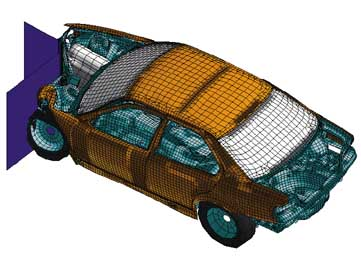
Modelo de um acidente de carro através de uma simulação numérica

Um modelo matemático é uma representação ou interpretação simplificada da realidade, ou uma interpretação de um fragmento de um sistema, segundo uma estrutura de conceitos mentais ou experimentais.
Um modelo apresenta apenas uma visão ou cenário de um fragmento do todo. Normalmente, para estudar um determinado fenómeno complexo, criam-se vários modelos. Os modelos matemáticos são utilizados praticamente em todas as áreas científicas, como, por exemplo, na biologia, química, física, economia, engenharia e na própria matemática pura.
Para representar um fenômeno físico complexo, pode-se utilizar: modelos físicos, modelos matemáticos ou modelos híbridos de vários tipos.
Os modelos físicos são baseados no Teorema de Bridgman e as escalas de semelhança são calculadas com base no Teorema de Buckingham. Estes modelos são muito utilizados, em laboratórios, para estudos de maiores complexidades como estudos de hidrodinâmica em engenharia hidráulica, (usinas hidrelétricas, navios), e de aerodinâmica (aviões, automóveis etc.) e mecânica quântica.
Praticamente nenhuma grande obra hidráulica, porto ou usina hidrelétrica, é projetada sem estudos detalhados em vários modelos matemáticos de diversas categorias como hidrologia, hidráulica, mecânica dos solos. Também são muitíssimo utilizados a construção de vários modelos físicos específicos (turbinas, usinas, vertedouro, eclusas, escada de peixes etc. 
Estes modelos podem ser bidimensionais ou tridimensionais (modelo de conjunto).
Em Teoria de modelos, um modelo é uma estrutura composta por um conjunto universo e por constantes, relações e funções definidas no conjunto universo.